# Raderbroich 2 (Korschenbroich)

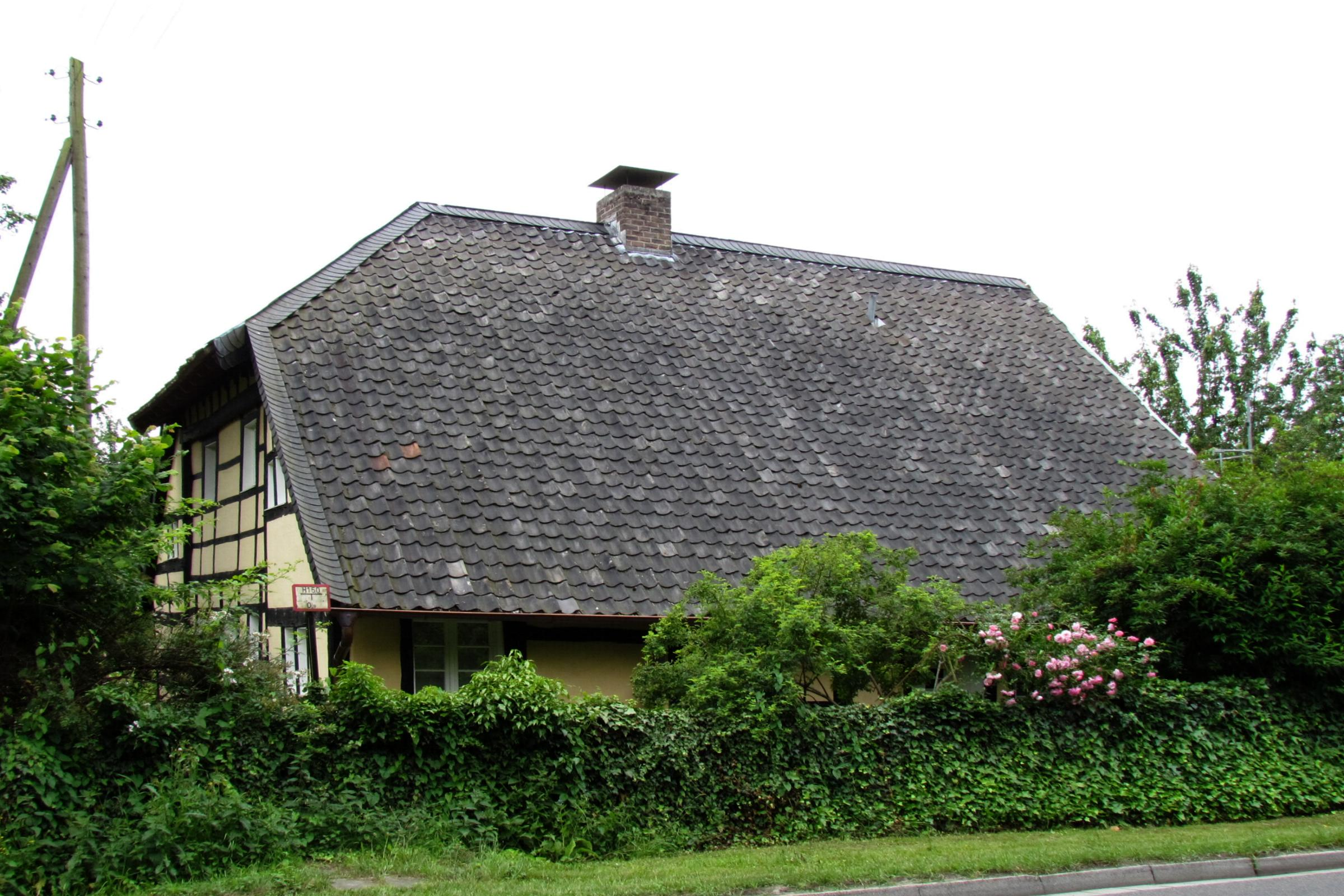
Ehemaliges Wohn-Stall-Haus

Das ehemalige Wohn-Stall-Haus Raderbroich 2 steht im Korschenbroicher Ortsteil Raderbroich  im Rhein-Kreis Neuss in Nordrhein-Westfalen.
Das Gebäude wurde im 18. Jahrhundert erbaut und unter Nr. 024 am 22. August 1985 in die Liste der Baudenkmäler in Korschenbroich eingetragen.

## Architektur
Es handelt sich um ein ehemaliges Wohnstallhaus in Fachwerkbauweise. Das Haus ist eingeschossig mit Krüppelwalmdach. Eine Giebelseite ist verputzt. Der Eingang wurde verändert.